# Davidkirche Flamatt
Die Davidkirche Flamatt ist die reformierte Kirche im freiburgischen Dorf Flamatt in der Schweiz. Seit dem 1. Januar 1999 ist sie im Besitz der aus der Kirchgemeinde des Sensebezirks hervorgegangenen Kirchgemeinde Wünnewil-Flamatt-Ueberstorf, die zur Evangelisch-reformierten Kirche des Kantons Freiburg gehört.

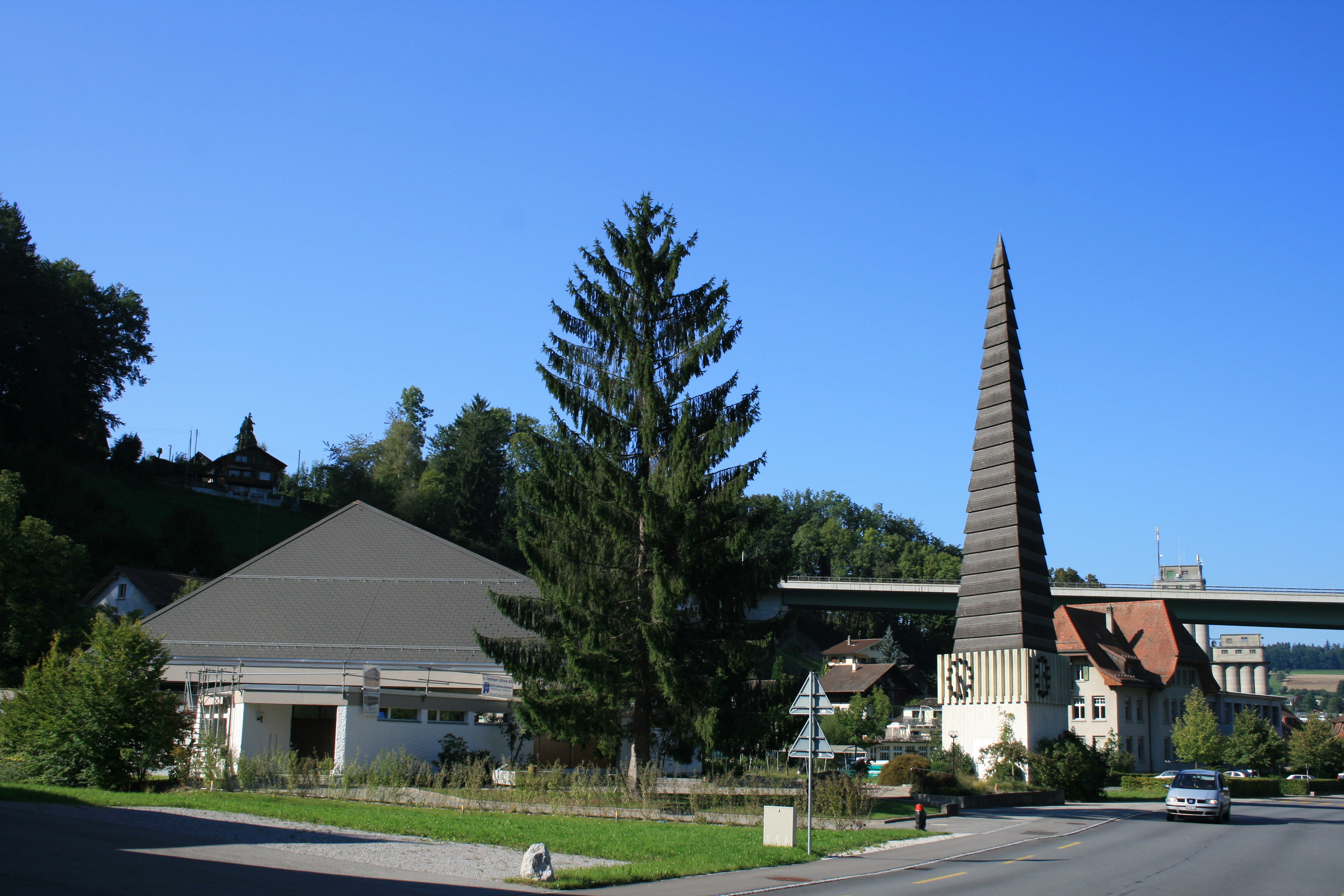
Davidkirche Flamatt

## Geschichte
Die reformierten Gläubigen im Senseunterland wurden ursprünglich von den Pfarrämtern im bernischen Neuenegg und Albligen und im freiburgischen St. Antoni betreut. 1949 wurden alle Weiler und Dörfer der Umgebung Teil der Kirchgemeinde St. Antoni, die später in Kirchgemeinde des Sensebezirks umbenannt wurde. Im selben Jahr erhielten die Reformierten der Schulkreise Flamatt, Obermettlen, Kessibrunnholz und Fendringen mit Willi Berger ihren ersten Pfarrer. Der Singsaal des Schulhauses in Flamatt diente als Treffpunkt und Gottesdienstraum.
Am 5. November 1952 wurde ein Kirchenbauverein gegründet. Im Jahre 1960 wurde der Standort für die Kirche bestimmt und 1961 erwarb der Kirchenbauverein das Land und schenkte es der Kirchgemeinde. Aus dem Projektwettbewerb ging der Entwurf «DAVID» der Architekten Stämpfli und Knapp aus Bern als Sieger hervor und am 1. April 1962 stimmte die Kirchgemeindeversammlung in St. Antoni dem Projekt zu.
Durch ein grosses Dorffest im Sommer 1962 und die Zusage der Reformationskollekte von 1963 wurden wichtige finanzielle Mittel beschafft und am 27. Oktober 1962 erfolgte die Grundsteinlegung. Am 7. November 1964 wurden die vier Glocken im Turm aufgezogen und am 4. April 1965 fand die Einweihungsfeier statt. Ihren Namen erhielt das bis dahin als Reformierte Kirche Flamatt bezeichnete Kirchengebäude erst im Jahr 1986, als dem Antrag von Pfarrer Andreas Zeller entsprochen wurde, der den Projektnamen «DAVID» aufgriff. Seither heisst die Kirche «Reformierte Davidkirche Flamatt».

## Ausstattung

### Orgel
Die Orgel der Davidskirche wurde 1965 von der Manufaktur Orgelbau Goll erbaut und in der Kirche installiert. Sie verfügt über 16 Register auf zwei Manualen und Pedal.

### Glocken
Im etwas entfernt vom Kirchenbau stehenden Kirchturm der Davidkirche, dessen auffallend spitze Pyramidenform sehr weit nach unten reicht, hängen vier Glocken, die am 7. November 1964 durch die Schulkinder der Kirchgemeinde aufgezogen wurden.
| Glocke und Tonlage       | Gewicht | Spender                   | Inschrift                                                                |
| ------------------------ | ------- | ------------------------- | ------------------------------------------------------------------------ |
| Glocke d                 | 1700 kg | Kirchenbauverein          | Ich bin das A und das O, der Anfang und das Ende, spricht Gott der Herr. |
| Glocke b (Morgenglocke)  | 410 kg  | Familie Zaugg aus Flamatt | Seine Barmherzigkeit ist alle Morgen neu.                                |
| Glocke f (Mittagsglocke) | 1000 kg | Bevölkerung Flamatt       | Seid aber Täter des Wortes und nicht Hörer allein.                       |
| Glocke g (Abendglocke)   | 730 kg  | Frauenverein Flamatt      | Erfreuet euch an dem Allmächtigen, denn er ist nahe.                     |

## Nachweise
1. ↑  orgues-et-vitraux.ch: Flamatt (église réformée, David-Kirche); auch Disposition

Koordinaten: 46° 53′ 13,8″ N, 7° 18′ 29,7″ O; CH1903: 590064 / 192904